# 渡辺理緒
渡辺 理緒（わたなべ　りお、1970年6月1日 - ）は、大阪府出身の創作舞踊家・コレオグラファー(振付師)・元ストリッパー。血液型O型、身長155cm、スリーサイズB82W58H85。ストリッパー時代は十三ミュージックに所属ののち、ニュー道後ミュージックに移籍した。

## ストリッパー時代
1994年3月11日十三ミュージックにてデビュー。2006年8月11日〜20日のライブシアター銀映における出演を最後に引退した。

## ストリッパー引退後
創作舞踊家兼コレオグラファー(振付師)に転向し、ダンスの技術を数多くのイベントやショーパブで披露している。また、「飯干未奈」と改称した。